# Електричні з'єднувачі «Molex»

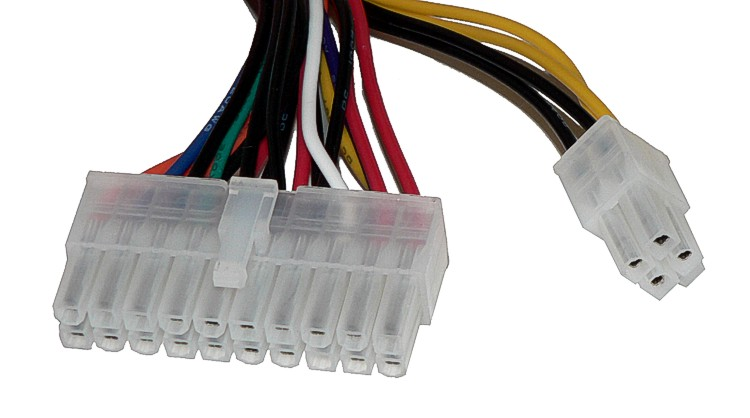
З'єднувач Molex в ПК формфактора ATX

Електричні з'єднувачі Molex — загальна назва електричних з'єднувачів, які розроблені і/або випущені фірмою Molex, починаючи з кінця 1950-х і початку 1960-х років.
У таких з'єднувачах циліндричні пружні металеві штирки контактують з циліндричними пружними металевими гніздами. Гнізда і штирки збираються в прямокутну нейлонову матрицю. Роз'єм зазвичай має від двох до 24 контактів і має ключ, що забезпечує правильну орієнтацію. Штирки і гнізда можуть бути розташовані в будь-якій комбінації в одному корпусі, і корпус може бути виконано або вилкою, або розеткою.

## Використання в настільних ПК
Через простоту, надійність, гнучкість і низьку вартість Molex-дизайн знайшов застосування в настільних ПК. Деякі роз'єми Molex використовуються для подачі живлення до материнської плати, вентилятора, жорсткого диску, дисковода гнучких дисків, CD/DVD диска, відеокарти тощо. Сумісні роз'єми можна придбати у багатьох виробників, а не тільки Molex і AMP.